# Емерсон (Нью-Джерсі)
Емерсон (англ. Emerson) — місто (англ. borough) в США, в окрузі Берген штату Нью-Джерсі. Населення — 7290 осіб (2020).

## Географія
Емерсон розташований за координатами 40°58′30″ пн. ш. 74°1′24″ зх. д. / 40.97500° пн. ш. 74.02333° зх. д. (40.974990, -74.023248).  За даними Бюро перепису населення США в 2010 році місто мало площу 6,21 км², з яких 5,71 км² — суходіл та 0,51 км² — водойми.

## Демографія
Згідно з переписом 2010 року, у селищі мешкала 7401 особа в 2480 домогосподарствах у складі 1967 родин. Було 2552 помешкання
Расовий склад населення:
| - 87,3 % — білих - 8,6 % — азіатів - 1,1 % — чорних або афроамериканців - 0,1 % — вихідців з тихоокеанських островів - 1,1 % — осіб інших рас |

До двох чи більше рас належало 1,8 %. Частка іспаномовних становила 8,4 % від усіх жителів.
За віковим діапазоном населення розподілялося таким чином: 23,9 % — особи молодші 18 років, 56,3 % — особи у віці 18—64 років, 19,8 % — особи у віці 65 років та старші. Медіана віку мешканця становила 44,3 року. На 100 осіб жіночої статі у селищі припадало 92,1 чоловіків;  на 100 жінок у віці від 18 років та старших — 86,0 чоловіків також старших 18 років.
Середній дохід на одне домашнє господарство  становив 107 173 долари США (медіана — 102 500), а середній дохід на одну сім'ю — 115 724 долари (медіана — 112 201). Медіана доходів становила 92 245 доларів для чоловіків та 44 534 долари для жінок. За межею бідності перебувало 7,8 % осіб, у тому числі 4,8 % дітей у віці до 18 років та 7,1 % осіб у віці 65 років та старших.
Цивільне працевлаштоване населення становило 3632 особи. Основні галузі зайнятості: освіта, охорона здоров'я та соціальна допомога — 29,8 %, науковці, спеціалісти, менеджери — 10,1 %, фінанси, страхування та нерухомість — 9,2 %, мистецтво, розваги та відпочинок — 8,5 %.